# António Moita Galvão
António José Moita Galvão (Moura, 21 de Outubro de 1945 - Lisboa, 31 de Março de 2015), foi um artista plástico português.

## Biografia

### Nascimento, formação e serviço militar
António José Moita Galvão nasceu na vila de Moura, em 21 de Outubro de 1945, filho de António José Galvão e Maria Barbara Garradas Moita Em 1960 integrou-se no curso de pintura na Escola de Artes Decorativas António Arroio.
Durante o serviço militar, esteve no Gabinete de Heráldica do Exército, onde ganhou a experiência que mais tarde aplicou no design dos brasões de diversas localidades.

### Carreira artística
Desde a sua juventude que mostrou aptidão para as artes. Iniciou a sua carreira como pintor em 1960.
Em 1962 mudou-se para a Amadora, onde trabalhou para a autarquia, e foi designer gráfico durante mais de vinte anos. Deixou uma grande influência na cultura do concelho, tendo sido o autor dos brasões para as freguesias da Amadora, e das medalhas comemorativas dos aniversários da câmara municipal e das juntas de freguesia, entre 1990 e 2012. Elaborou os troféus do Prémio José Afonso e do Padre José Himalaia para o Inventa - Salão de Inventos da Amadora, Grilinho e Zé Pacóvio para os Prémios Nacionais de Banda Desenhada, e do  Estoril Mágico - Festival Internacional de Magia.
Destacou-se como um artista plástico e como escritor, tendo publicado várias ilustrações, poemas e contos na imprensa. Um dos periódicos nos quais colaborou foi o jornal A Planície, durante vários anos. A sua principal inspiração foi a região do Alentejo, que por várias vezes retratou, tanto em pinturas como nos seus textos. Deixou uma vasta obra em pintura, design e ilustração, que foi por várias vezes exposta, tanto em território nacional como no estrangeiro, e que foi preservada em diversas colecções privadas e públicas. Também recebeu vários prémios pelas suas obras de cartazes, postais e logotipos. O seu estilo era marcado principalmente por tons fortes e traços expressivos, retratando principalmente cenas do Alentejo.
Era sócio da Sociedade Portuguesa de Autores e do Centro Português de Design, e fazia parte da Associação de Artes Plásticas da Amadora e do Círculo Cultural e Artístico Artur Bual.

### Falecimento
António Galvão faleceu em 31 de Março de 2015, na cidade de Lisboa. Foi cremado no Cemitério de Barcarena.

## Homenagens
Na sequência da sua morte, a Assembleia Municipal da Amadora emitiu um voto de pesar. Em Abril de 2016, a Galeria Municipal Artur Bual organizou uma exposição de homenagem a António Galvão na Amadora, onde foram mostradas várias das suas obras, como pinturas, medalhas e medalhões, e alguns dos seus objectos pessoais, incluindo materiais de trabalho e um capote alentejano.